# Понькино (Новосибирская область)
Понькино — деревня в Кыштовском районе Новосибирской области. Входит в состав Кулябинского сельсовета.

## География
Площадь деревни — 27 гектаров.

## Население
| 2002 | 2007 | 2010 |
| ---- | ---- | ---- |
| 95   | ↘66  | ↘38  |

## Инфраструктура
В деревне по данным на 2007 год функционирует 1 учреждение образования.